# Tetragnatha extensa
Espèce
Synonymes
- Aranea extensa Linnaeus, 1758
- Aranea solandri Scopoli, 1763
- Tetragnatha solandri (Scopoli, 1763)
- Aranea mouffeti Scopoli, 1763
- Tetragnatha rubra Risso, 1826
- Tetragnatha gibba C. L. Koch, 1837
- Tetragnatha chrysochlora Walckenaer, 1841
- Tetragnatha arundinis Bremi-Wolff, 1849
- Tetragnatha fluviatilis Keyserling, 1865
- Tetragnatha nowickii L. Koch, 1870
- Tetragnatha groenlandica Thorell, 1872
- Tetragnatha brachygnatha Thorell, 1873
- Tetragnatha extensa maderiana Schenkel, 1938
- Tetragnatha manitoba Chamberlin & Ivie, 1942
- Tetragnatha rusticana Chickering, 1959
- Tetragnatha potanini Schenkel, 1963

Tetragnatha extensa, la Tétragnathe étirée, est une espèce d'araignées aranéomorphes de la famille des Tetragnathidae.

## Distribution
Cette espèce se rencontre en zone holarctique.

## Description

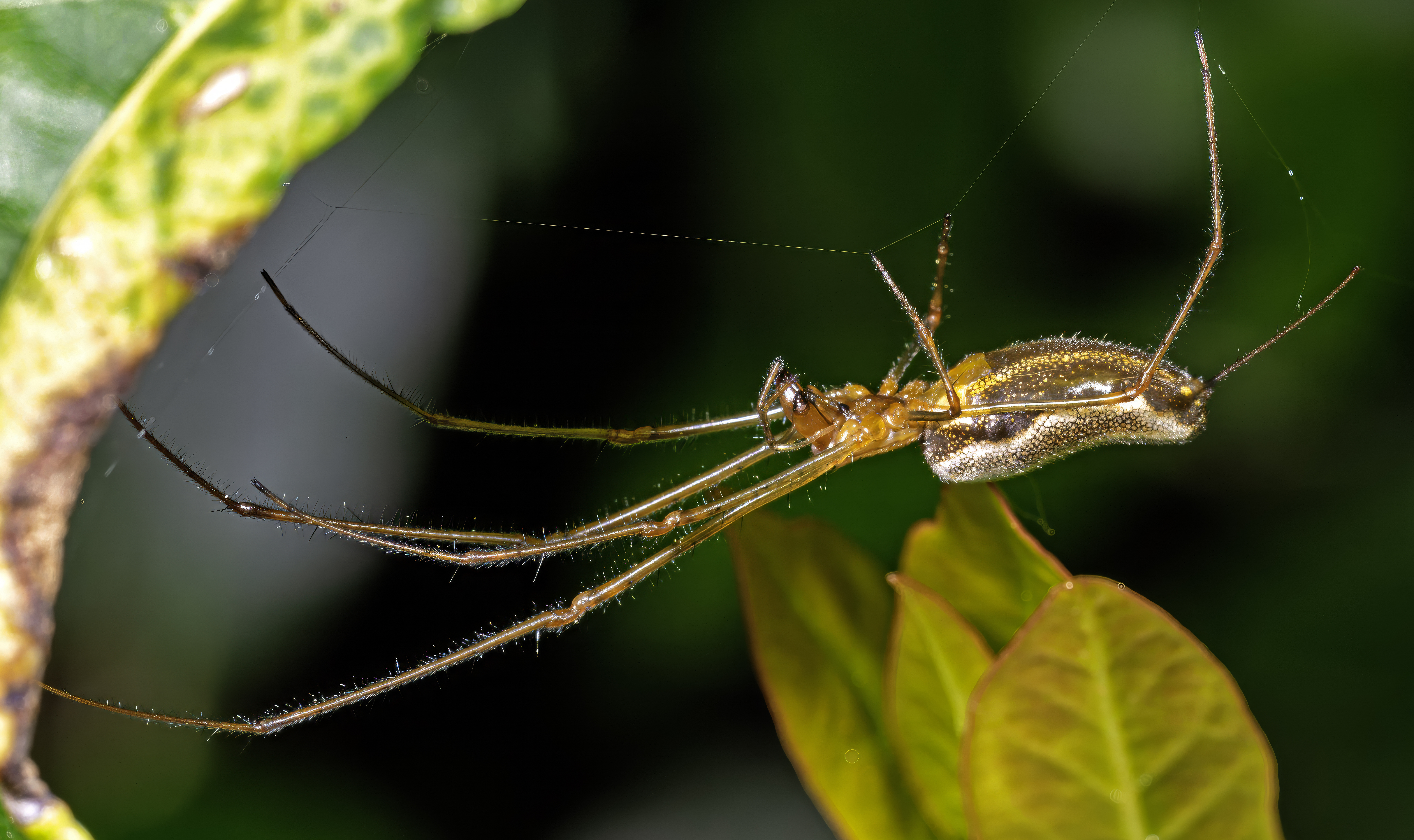
Profil

Comme la plupart des membres de la famille des Tetragnathidae, Tetragnatha extensa possède un corps et des pattes allongées.
Le mâle est plus petit que la femelle.

## Toile

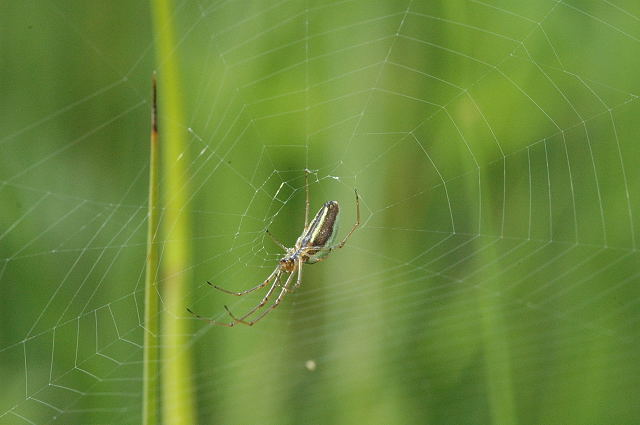
Tetragnatha extensa sur sa toile

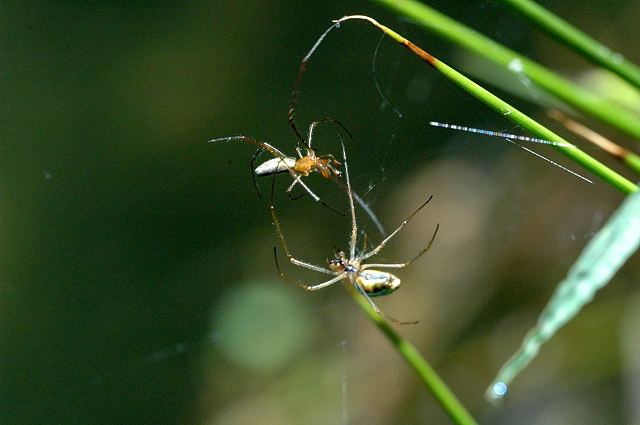
Tetragnatha extensa couple sur sa toile

Cette araignée tisse sa toile plus ou moins horizontale à hauteur intermédiaire dans les herbes hautes et les buissons des milieux frais ou humides et même parfois au-dessus de l'eau.

## Liste des sous-espèces
Selon World Spider Catalog (version 16.5, 18/12/2015) :
- Tetragnatha extensa extensa (Linnaeus, 1758)
- Tetragnatha extensa brachygnatha Thorell, 1873
- Tetragnatha extensa maracandica Charitonov, 1951
- Tetragnatha extensa pulchra Kulczyński, 1891

## Publications originales
- Linnaeus, 1758 : Systema naturae per regna tria naturae, secundum classes, ordines, genera, species, cum characteribus, differentiis, synonymis, locis, ed. 10 (texte intégral).
- Thorell, 1873 : Remarks on synonyms of European spiders. Part IV. Uppsala, p. 375-645 (texte intégral).
- Chyzer & Kulczyński, 1891 : Araneae Hungariae. Budapest, vol. 1, p. 1-170.
- Charitonov, 1951 : Pauki i senokoscy. In: Uscel'e Kondara. p. 209-216.